# ISO 3166-2:IN
ISO 3166-2:IN — стандарт Международной организации по стандартизации, который определяет геокоды. Является подмножеством стандарта ISO 3166-2, относящимся к Индии.
Стандарт охватывает 1 национальный столичный округ, 6 союзных территорий и 28 штатов Индии. Каждый геокод состоит из двух частей: кода Alpha2 по стандарту ISO 3166-1 для Индии — IN и дополнительного кода, записанных через дефис. Дополнительный код для национального столичного округа, союзных территорий, штатов образован созвучно: названию, аббревиатуре названия национального столичного округа, союзной территории, штата. Геокоды национального столичного округа, союзных территорий и штатов Индии являются подмножеством кодов домена верхнего уровня — IN, присвоенного Индии в соответствии со стандартами ISO 3166-1.

## Геокоды Индии
Геокоды 1 национальный столичный округ, 6 союзных территорий и 28 штатов административно-территориального деления Индии.
| Геокод | Административная единица          | Статус                       |
| ------ | --------------------------------- | ---------------------------- |
| IN-DL  | Дели                              | национальный столичный округ |
| IN-PY  | Пондишери                         | союзная территория           |
| IN-CH  | Чандигарх                         | союзная территория           |
| IN-LD  | Лакшадвип                         | союзная территория           |
| IN-DD  | Даман и Диу                       | союзная территория           |
| IN-DN  | Дадра и Нагар-Хавели              | союзная территория           |
| IN-AN  | Андаманские и Никобарские острова | союзная территория           |
| IN-AP  | Андхра-Прадеш                     | штат                         |
| IN-BR  | Бихар                             | штат                         |
| IN-AS  | Ассам                             | штат                         |
| IN-AR  | Аруначал-Прадеш                   | штат                         |
| IN-NL  | Нагаланд                          | штат                         |
| IN-GA  | Гоа                               | штат                         |
| IN-GJ  | Гуджарат                          | штат                         |
| IN-HR  | Харьяна                           | штат                         |
| IN-KL  | Керала                            | штат                         |
| IN-JK  | Джамму и Кашмир                   | штат                         |
| IN-JH  | Джаркханд                         | штат                         |
| IN-KA  | Карнатака                         | штат                         |
| IN-HP  | Химачал-Прадеш                    | штат                         |
| IN-MN  | Манипур                           | штат                         |
| IN-MH  | Махараштра                        | штат                         |
| IN-MP  | Мадхья-Прадеш                     | штат                         |
| IN-ML  | Мегхалая                          | штат                         |
| IN-MZ  | Мизорам                           | штат                         |
| IN-CT  | Чхаттисгарх                       | штат                         |
| IN-OR  | Орисса                            | штат                         |
| IN-PB  | Пенджаб                           | штат                         |
| IN-UT  | Уттаракханд                       | штат                         |
| IN-SK  | Сикким                            | штат                         |
| IN-TN  | Тамилнад                          | штат                         |
| IN-UP  | Уттар-Прадеш                      | штат                         |
| IN-TR  | Трипура                           | штат                         |
| IN-RJ  | Раджастхан                        | штат                         |
| IN-WB  | Западная Бенгалия                 | штат                         |

## Геокоды пограничных Индии государств
- Пакистан — ISO 3166-2:PK (на западе),
- Непал — ISO 3166-2:NP (на северо-востоке),
- Китай — ISO 3166-2:CN (на северо-востоке),
- Бутан — ISO 3166-2:PS (на северо-востоке),
- Мьянма — ISO 3166-2:MM (на востоке),
- Мальдивы — ISO 3166-2:MV (на юго-запад (морская граница)),
- Шри-Ланка — ISO 3166-2:LK (на юге (морская граница)).
- Индонезия — ISO 3166-2:ID (на юго-востоке (морская граница)).
- Афганистан — ISO 3166-2:AF (на западе (спорная территория штата Джаму и Кашмир)).